# Regne de Sicília
El Regne de Sicília (sicilià: Regnu di Sicilia) fou un estat que existí al sud de la península Itàlica i, durant un temps, la regió d'Ifríqiya des de la seva fundació per Roger II de Sicília el 1130 fins al 1816. Era l'estat successor del Comtat de Sicília, establert el 1071 durant la conquesta normanda de la Itàlia meridional. L'illa es dividia en tres regions: el Val di Mazara, el Val Demone i el Val di Noto, on val és l'apòcope de vallo, que deriva del mot àrab wilaya ('província' o 'governació').
El 1282, les Vespres Sicilianes, un aixecament contra el domini angeví, sostragueren a Carles I d'Anjou el control sobre l'illa de Sicília. Els angevins conservaren la part peninsular del regne, que es convertí en una entitat política diferent autodenominada «Regne de Sicília» però coneguda generalment com a «Regne de Nàpols» en referència a la seva capital. L'illa fou governada per la Corona d'Aragó com a regne independent des del 1282 fins al 1409, quan fou incorporada al reialme.
A partir del 1302, el regne insular fou conegut ocasionalment com a Regne de Trinàcria. El 1816, el regne peninsular i l'insular es tornaren a ajuntar per formar el Regne de les Dues Sicílies. El 1860, aquest estat fou envaït per un cos expedicionari dirigit per Giuseppe Garibaldi, que el transferí a la Casa de Savoia. En aplicació del resultat d'un referèndum celebrat uns mesos més tard, el 1861 les Dues Sicílies s'uniren al Regne de Sardenya i un grapat de ciutats estat i ducats del nord d'Itàlia per crear el nou Regne d'Itàlia.

## Conquesta i dominació normanda, 1071-1198

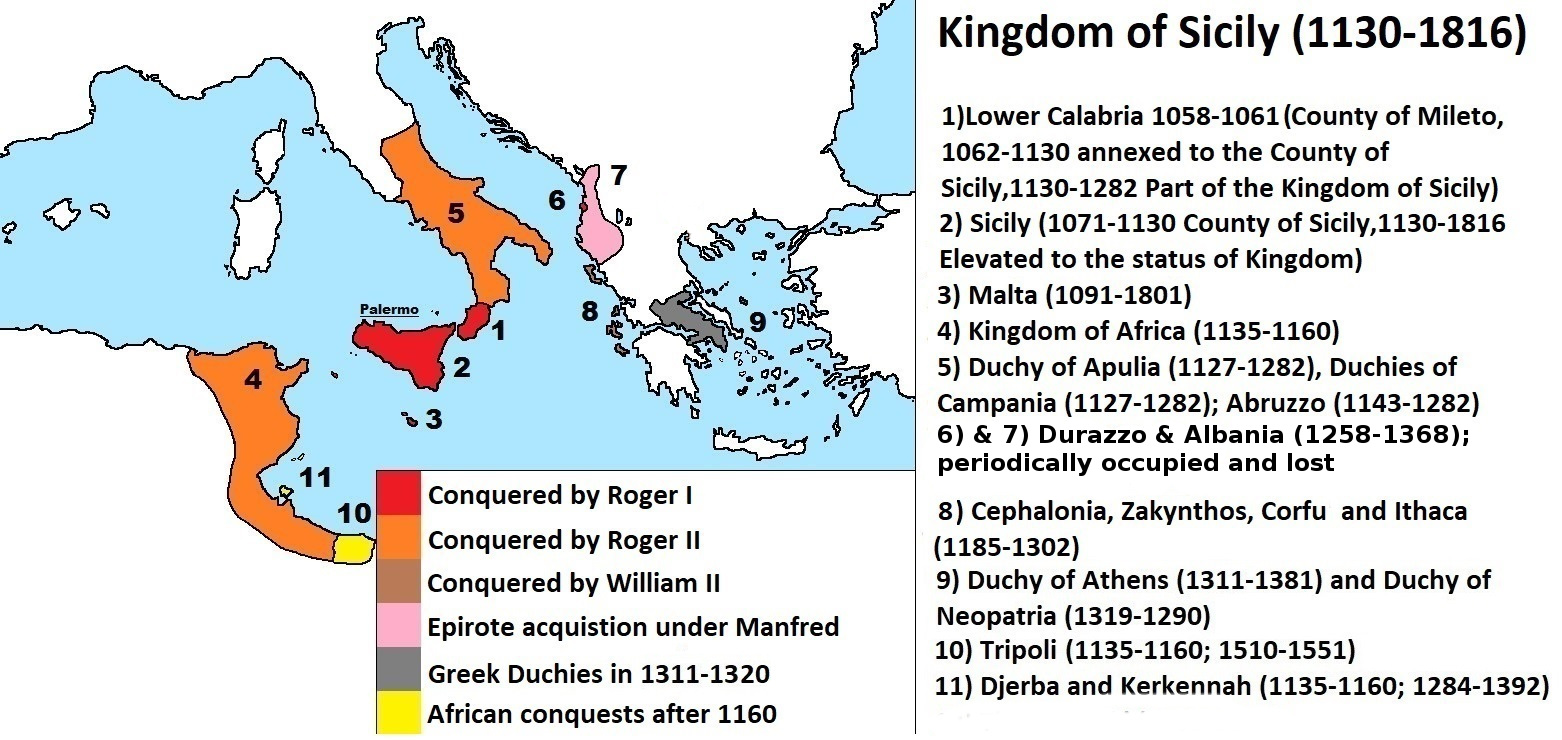
Territoris del Regne de Sicília

La lluita entre Ibn al-Thumna de Siracusa i Ibn al-Hawwas de Karsyannih va permetre la intervenció a l'Emirat de Sicília del normand Roger d'Hauteville, que el febrer de 1061 va desembarcar a prop de Messina en ajut d'In Thumna cridat pels romans d'Orient que desitjaven expulsar els sarraïns de la península Itàlica. El 1071 Roger i el seu germà Robert Guiscard, comte de la Pulla, van retornar i aquesta vegada van començar a ocupar territori on es va crear el comtat de Sicília. Palerm es va rendir el 1072 i d'allí es van estendre a altres llocs. Amb Roger s'iniciarà la dinastia Hauteville
A la mort del papa Honori el febrer de 1130 van sorgir dos candidats al tron papal i Roger II de Sicília va donar suport a l'antipapa Anaclet II contra Innocenci II, i a canvi Anaclet va elevar el seu rang de comte a rei, sent coronat a Palerm el dia de Nadal de l'any 1130. Això plantejarà un problema polític quan la dinastia Hohenstaufen prengui el poder al regne de Sicília. El sud d'Itàlia va revoltar-se contra Roger, però els rebels liderats per Ranulf d'Alife i vencedors en la batalla de Nocera, sense l'assistència de Lotari III del Sacre Imperi, que va tornar a Alemanya després de la seva coronació, i d'Innocenci II, que va fugir a Pisa, van perdre els seus territoris i es van rendir en 1134. Roger va sotmetre Pulla, on va sotmetre al príncep de Bari Grimoald i el va substituir pel seu segon fill Tancred i dsprés expulsaria Robert II de Càpua i entregaria el principat al seu tercer fill Alfons. El seu fill gran Roger va rebre el títol de Duc de la Pulla. El 1136 l'exèrcit imperial, sota el comandament del mateix Lotari i del duc de Baviera Enric l'Orgullós, va arribar a la península on s'afegiren els nobles rebels per assetjar la capital peninsular de Salern. Un cop la ciutat es rendí l'emperador es va dirigir al sud de la Pulla on va prendre Bari el juny de 1137. Amb Roger confinat a l'illa de Sicília, l'emperador va decidir tornar a Alemanya però Roger va contraatacar ràpidament, desembarcant a Calàbria amb el seu exèrcit i saquejant Pozzuoli, Alife, Càpua, i Avellino. El duc de Nàpols Sergi VII es va veure obligat a sotmetre-s'hi, quedant el ducat napolità integrat definitivament al regne de Sicília. La fortuna de Roger, però, va patir un fort revers quan patí una severa derrota en la batalla de Rignano el 30 d'octubre de 1137 i Roger va haver de tornar a fugir a Salern, on rebé notícies de la mort de l'antipapa Anaclet el gener de 1138. L'estiu de 1139 Innocenci va envair el regne amb un gran exèrcit però el 22 de juliol de 1139 el papa va caure en una emboscada i fou capturat, i es va veure obligat a acceptar a Roger II com a Rex Siciliae tres dies després pel Tractat de Mignano. Els seus fills van posar fi als últims fucus de resistència a la península. El 1146, Roger va aprofitar una crisi interna entre els àrabs per apoderar-se de tota la Tripolitània costera fins al golf de Sirte. Els normands de Sicília van donar total autonomia administrativa als nobles àrabs locals del Regne d'Àfrica.
Guillem I regnà a Sicília des de la mort de Roger del 1154 fins a 1189. El 1158 els almohades van tornar al poder en quasi tot el Regne de l'Àfrica fins que en 1160, la capital del Regne d'Àfrica i últim baluard cristià a l'Àfrica del nord, Mahdia, va caure en mans àrabs. Successivament, els cristians de l'Àfrica van desaparèixer a causa de les persecucions dels fanàtics musulmans almohades, encara que unes petites comunitats van sobreviure al sud de Tunísia per alguns segles més. Els normands, sota la direcció del pirata i almirall de la flota siciliana, Margaritone de Brindisi, van emprendre la conquesta de les illes de Cefalònia, Zacint i Lèucada a la qual s'afegirà posteriorment l'illa d'Ítaca, que s'atribuïren a Margaritone de Bríndisi en agraïment pels seus serveis com a Comtat Palatí de Cefalònia i Zacint.
Guillem II de Sicília en morir sense descendents mascles planteja un problema en la successió: la seva hereva legítima és la seva filla, Constança I de Sicília. Aquesta es casarà amb Enric VI, cosa que permetrà l'arribada al poder de la dinastia Hohenstaufen. El papa Climent III va témer pels béns de l'església de Sicília en pujar al poder la dinastia Hohenstaufen, cosa que provocà el seu rebuig al casament entre Constança I de Sicília i l'emperador Enric VI. Climent III convidà l'emperador a retre-li el jurament del vassallatge, però l'emperador ho rebutjà. El Papa decidí donar suport a Tancred de Sicília, bastard de Roger II, que mor el 1194.

## Dominació Hohenstaufen, 1194-1266

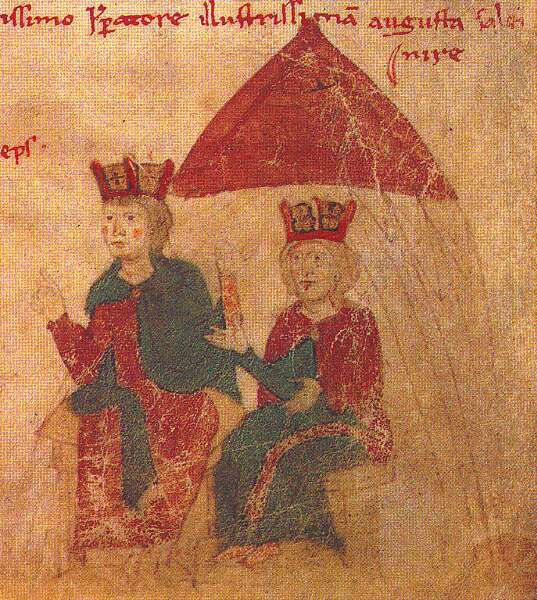
Enric VI i Constança I de Sicília

Enric d'Alemanya estava preparant una nova invasió de Sicília quan Tancred de Sicília va morir el 1194. Enric va dirigir l'exèrcit imperial alemany al sud d'Itàlia transportat per una poderosa flota, subministrada en gran part pels pisans i genovesos. Enric va trobar escassa resistència i va entrar el 20 de novembre a Palerm, la capital del Regne de Sicília, per ser coronat el 25 de desembre juntament amb la seva esposa Constança I de Sicília. El seu regnat però serà curt, ja que mor el 1197. Entre 1197 i 1220, el papat va intentar trencar el poder dels Hohenstaufen a Sicília. El regne de Sicília però no obté cap poder centralitzat com en les altres monarquies, així els barons i els bisbes usurpen les prerrogatives reials, i les ciutats grans no aconsegueixen tirar endavant les seves institucions comunals.
El 1220 Frederic II, el fill d'Enric VI, esdevé emperador. Aquell desembre a Càpua fa esment de la llei normanda i cancel·la les concessions de 1189 per a castigar els quals van aprofitar la vacant de poder de la seva àvia per fer-se forts. El 1230, les constitucions de Melfi, inspirades de la llei romana, donen lleis reals al regne. Els problemes a Sicília i la força del partit papal a Alemanya van obligar Conrad a abandonar Alemanya per Sicília a finals de 1251, quan va prendre el títol de rei de Sicília. El 1252 naixia el seu primer fill, que es diria com ell i seria conegut com a Conradí, i la posició de Conrad IV d'Alemanya al Regne de Sicília es va consolidar amb la captura de Nàpols l'octubre de 1253, però els seus esforços per arribar a un acord amb el papat van fracassar i va decidir envair Itàlia amb l'esperança de recuperar la totalitat dels dominis del seu pare però no va ser capaç de sotmetre els partidaris del papa Conrad va ser excomunicat el 1254, i va morir de malària el mateix any a Lavello, a la Basilicata.

Escut d'Armes del Regne de Nàpols

Manfred I de Sicília, després de refusar entregar Sicília a Innocenci IV, va acceptar la regència en nom de Conradí de Sicília, fill de Conrad, però en pujar al tron, el Papa Climent IV l'excomunicà per ser fill il·legítim del seu pare, esdevenint el regne de Sicília feu del papat. El 1262 Constança de Sicília, filla de l'anterior es casa amb Pere el Gran, comte de Barcelona i rei d'Aragó. Aquesta situació d'acostament entre la dinastia Hohenstaufen i el casal de Barcelona, sent Constança l'hereva de Manfred, provoca l'antipatia del francès Climent IV que buscarà ajuda en Carles I d'Anjou, germà petit del seu aliat Carles IX de França.

## Dominació angevina, 1266-1282
Després de ser coronat rei de Sicília a Roma per Climent IV el 28 de juny de 1265, les tropes de Carles I d'Anjou entraren a l'illa i bateren Manfred I de Sicília en la batalla de Benevent, Conradí, amb només 16 anys, intentà recuperar el regne sicilià creuant dels Alps al front d'un nombrós exèrcit alemany i va entrar a Roma el 29 de juny de 1268, on se l'hi afegiren les tropes d'Enric de Castella però fou derrotat per Carles a les planes de Tagliacozzo, Conradí escapà cap a Roma però en un nou intent de retornar a l'illa de Sicília fou capturat per Carles d'Anjou, tancat en un castell de Nàpols i decapitat el 29 d'octubre d'aquell any.
Carles I d'Anjou va participar el 1270 en la Vuitena Croada organitzada per Lluís IX de França i va obligar el califa hàfsida Muhàmmad al-Mustànsir de Tunis a pagar-li un tribut anual. Les victòries de Carles van assegurar el seu lideratge indiscutible entre els güelfs i la seva influència en les eleccions papals i la seva forta presència militar a Itàlia van pertorbar els papes, que van intentar canalitzar les seves ambicions cap a altres territoris i el van ajudar a adquirir drets sobre el Principat d'Acaia, el regne de Jerusalem i el Regne d'Arle mitjançant tractats.
Sota Carles d'Anjou, i posteriorment el seu fill Carles II, el nord es privilegia vers el sud, així la capital és traslladada de Palerm a Nàpols. L'elecció del papa Nicolau III el 1277 va permetre veure l'esperança d'una solució en el conflicte, però la mort d'aquest el 1280 i l'elecció del papa profrancès Martí IV capgirà les coses. El 1281 Martí IV va autoritzar Carles a llançar una croada contra l'Imperi Romà d'Orient, i els vaixells de Carles s'estaven reunint a Messina, disposats a començar la campanya quan va esclatar la rebel·lió de les Vespres Sicilianes el 30 de març de 1282. Carles va poder defensar els territoris continentals amb el suport de França i la Santa Seu. Carles va morir mentre feia els preparatius per a una invasió de Sicília, portant a la divisió del regne de Sicília el 1282 en el regne de Sicília, peninsular o Regne de Nàpols, sota domini angeví, i el regne de Sicília, insular, sota domini catalanoaragonès.

## Dominació de la Corona d'Aragó, 1282-1442

Escut d'Armes del Regne de Sicília

Amb el casament de la filla de Manfred I, Constança de Sicília amb Pere el Gran d'Aragó, el regne de Sicília esdevé un dels principals interessos estratègics del rei d'Aragó. Pere el Gran, amb el suport econòmic de l'emperador Miquel VIII Paleòleg entrà a Sicília per Tràpena el 30 d'agost, entrà a Palerm el 4 de setembre i pocs dies més tard va destruir l'estol angeví al combat de Nicòtena, i després del combat de Malta conquerí les illes de Malta i Gozzo. L'incident va tenir conseqüències negatives per al Principat de Catalunya ja que es va iniciar la Guerra de Sicília i, atesa la força política del papa, la Croada contra la Corona d'Aragó.
Les Vespres Sicilianes del 1282 representaran una doble ruptura per als sicilians: primer amb els angevins, que tenien un govern despòtic sobre ells i havien fixat uns impostos desorbitats sobre la població, i també amb l'herència de Frederic I, un llegat sempre en disputa (entre els Hohenstaufen i els angevins) i que no estabilitzava el regne. La revolta representava també una demanda d'autonomia dels sicilians, que hagueren volgut convertir-se en una federació de repúbliques municipals. Per poder fer front als angevins i a l'Església, els sicilians hagueren d'oferir la corona a Pere el Gran, tot reivindicant els drets de la seva esposa.
L'octubre del 1288 se signà el tractat de Canfranc, pel qual s'alliberava Carles II d'Anjou, presoner des de la seva derrota en la batalla del golf de Nàpols el 1284. El febrer de 1291, els seus ambaixadors signaven la pau amb França i la Santa Seu mitjançant els acords de Brinhòlas per la qual cosa el casal de Valois, per una part, renunciava als regnes catalans que li havia cedit el papa i, per l'altra, Alfons el Franc es reconeixia feudatari del papa, prometia anar a la croada i havia de retirar l'ajuda al seu germà Jaume I de Sicília amb la condició testamentària que el Regne de Sicília havia de passar al seu altre germà, Frederic d'Aragó.
La Pau d'Anagni va finalitzar la Guerra de Sicília el 24 de juny del 1295 i, pels seus termes, Jaume el Just cedia el regne de Sicília als Estats Pontificis, tornava el regne de Mallorca al seu oncle Jaume II a canvi del vassallatge, i Carles de Valois renunciava a les seves pretensions sobre la Corona d'Aragó, la qual li havia estat promesa pel Papa Martí IV el 1280 si aconseguia fer-ne fora el rei Pere el Gran. Però el seu germà Frederic, que fins llavors havia estat actuant de regent de Sicília, no va acceptar aquest tractat i va deixar que un parlament sicilià reunit a Catània l'aclamés com a nou rei de l'illa. Com que no havia pagat a la Companyia Catalana d'Orient les quantitats estipulades, aquesta es revoltà, destituí Gualter V de Brienne el 1311 en la batalla del Cefís i proclamà nou senyor d'Atenes al rei Frederic II de Sicília. Entre el 1318 i 1319 la mateixa companyia d'almogàvers conquerí el sud de la Tessàlia i creà el Ducat de Neopàtria, fins que el 1380 Pere el Cerimoniós incorporà Atenes a la Corona d'Aragó.
Els conflictes entre els regnes de Sicília i Nàpols foren constants fins que es trià al Papa Benet XII en 1334, qui tenia relacions d'amistat amb Frederic II de Sicília, i li prometé el respecte de la Santa Seu a la Trinàcria. Els dos reialmes restants estaran separats fins al 1442, quan el rei d'Aragó Alfons el Magnànim conquerirà el Regne de Nàpols i provocarà el naixement del Regne de les Dues Sicílies, els territoris del qual passaran a formar part de la Monarquia Catòlica.